# のだめカンタービレ ドリーム☆オーケストラ
『のだめカンタービレ ドリーム☆オーケストラ』は、2007年12月27日発売のWii専用ゲームソフト。本ソフトを予約購入すると「グランドピアノ型BOX」がもらえるキャンペーンを行なっている。

## 詳細
- ゲームの本筋となるストーリーモードはフランスに渡った千秋とのだめの視点から、「R☆Sオーケストラ」を中心とした日本でのシーンを振り返るという本作のみのオリジナル展開であり、一周目をクリアすると一周目とは違ったストーリーが登場する。
- のだめカンタービレのゲームとしてはニンテンドーDS版、PS2版に続き3作目となる。収録されている曲はDS版、PS2版と同じく全てがオーケストラ、あるいはのだめカンタービレ本編で流れたテーマ曲である。収録曲は50曲以上。
- 操作方法はいくつか存在しており、それぞれWiiリモコンやヌンチャクを楽器などに見立てて操作することとなる。『指揮』『ピアノ』『ヴァイオリン』『ティンパニー』『オーボエ』『チェロ』『クラリネット』『フルート』などが操作できる。

## 楽器の操作方法
音楽ゲームのように音符に合わせてタイミング良くボタンを押したり、Wiiリモコンを振ったりする。フォルテの場合はWiiリモコンを強く振ったり、ピアノの場合はWiiリモコンを弱く振る。
- 指揮

Wiiリモコンのみを使用してWiiリモコンを指揮棒のように振る。
- ピアノ

Wiiリモコンとヌンチャクコントローラーを裏返し、BボタンやZボタンを鍵盤に見立てる。演奏記号の場合はWiiリモコンを振る。
- ヴァイオリン

Wiiリモコンを弓、ヌンチャクコントローラーを弦に見たてて、ヌンチャクコントローラーのZボタンを押しながらヴァイオリンを弾くようにWiiリモコンを振る。
- ティンパニー

Wiiリモコンとヌンチャクコントローラーをバチに見立てて叩くように振る。
- オーボエ

Wiiリモコンをオーボエに見たてる。キイをふさぐ動作はボタンを押すことで行っている。
- チェロ

ヴァイオリンと同じ操作。
- クラリネット

オーボエと同じ操作。
- フルート

オーボエやクラリネットと同じ操作。

## 登場キャラクター
- 野田恵（彼女の着ぐるみ、マングースが後ろを通りかかる）
- 千秋真一
- 峰龍太郎
- 奥山真澄